# Província d'Ain Defla
La província o wilaya d'Ain Defla (àrab: ولاية عين الدفلى, wilāyat ʿAyn ad-Daflà) és una província o wilaya del nord d'Algèria, al sud-oest d'Alger. Ocupa una àrea de 4.260 km².
A banda de la capital, que dona noma a la província, les ciutats més importants són Mliana, Hammam Righa i Ain Torki.